# Тонкошкуров, Владимир Евгеньевич
Владимир Евгеньевич Тонкошкуров (род. 27 июня 1999, Красноярск) — российский регбист, столб команды «Енисей-СТМ».

## Клубная карьера
Воспитанник клубной академии. Стал чемпионом России 2016 года среди игроков 1999—2000 годов рождения. В сезоне 2018 года был заявлен за взрослую команду в возрасте 18 лет. Дебютировал за «Енисей-СТМ» в 2018 году в 1/8 финала Кубка России против пермского «Витязя». В этом матче занес попытку, после этого ещё дважды заменял капитана команды Улдиса Саулите в матчах против «Металлурга», сначала в 1/4 финала Кубка России, а затем и в чемпионате страны. В 2018 параллельно выступал за «Енисей-СТМ-2». В 2019 году снова выступает и за основу (провел два матча) и за дубль. В 2019 стал чемпионом России. Перед сезоном 2020 перешел в «Булаву» на правах аренды.

## Карьера в сборной
Игрок юношеских сборных различных возрастов. Является чемпионом Европы в составе сборной России по регби U18.

## Достижения
- Чемпионат России:
  -  Чемпион России: 2019